# Pałac Adolfa Steinerta w Łodzi
Pałac Adolfa Steinerta – neorenesansowy pałac wybudowany dla Adolfa Steinerta w 1896 r. przy ul. Piotrkowskiej 272 w Łodzi. Budynek jest ujęty w Gminnej Ewidencji Zabytków Miasta Łodzi.

## Historia
Obiekt początkowo stanowił siedzibę Adolfa Steinerta i jego rodziny. Do II wojny światowej w parterze budynku funkcjonował kantor fabryczny. Po 1945 r. w budynku znalazły się mieszkania komunalne, a w latach 50. XX w. żłobek przyzakładowy. 1 września 1992 r. w budynku uruchomiono przedszkole miejskie nr 207. Budynek przeszedł kapitalny remont w latach 2014–2015. Według stanu na 2021 r. funkcjonuje w nim przedszkole miejskie nr 207.

## Architektura
Obiekt został zaprojektowany przez Franciszka Chełmińskiego w stylu neorenesansowym. Ma dwie kondygnacje nadziemne oraz wysokie poddasze i piwnicę. Gzyms wieńczący elewację został wsparty na konsolach, poniżej niego usytuowany jest fryz o ornamentyce roślinnej. Kształty okien na obu kondygnacjach są zróżnicowane oraz posiadają różnorodne zdobnictwo – na drugiej kondygnacji udekorowane zostały kostką i obramowane półkolumnami, a także nadokiennikami w formie trójkątnej. Elewacja w części parterowej posiada boniowania. Brama budynku jest usytuowana asymetrycznie względem elewacji i położona po jej prawej stronie, a ponadto sięga zwieńczenia okien 1 kondygnacji. Od strony ogrodu znajduje się okazała weranda. Z elementów wnętrza zachowały się nieliczne sztukaterie sufitowe, drewniane schody z poręczami, a także dębowe parkiety, żaluzje, kominek w części parterowej, rozsuwane drwi oraz szafa.